# Haworthia eminens
Haworthia eminens är en grästrädsväxtart som beskrevs av M. Hayashi. Haworthia eminens ingår i släktet Haworthia och familjen grästrädsväxter. Inga underarter finns listade i Catalogue of Life.